# Sauromuraenesox vorax
Sauromuraenesox vorax – gatunek ryby węgorzokształtnej z rodziny murenoszczukowatych (Muraenesocidae). Reprezentuje monotypowy rodzaj Sauromuraenesox. Został opisany naukowo przez Alfreda Williama Alcocka w 1889 na podstawie jednego osobnika z Zatoki Bengalskiej. W drugiej połowie XX wieku oraz w 2007 roku w Morzu Arabskim odłowiono jeszcze 3 osobniki u wybrzeży Omanu i jeden we wschodniej części morza. Największy okaz mierzył 41,5 cm długości całkowitej (TL).